# 曼島人
曼島人是一個起源於愛爾蘭海中，在曼島上所形成的民族群體。他們的原生文化深受北歐蓋爾、凱爾特和英格蘭的影響。曼島語源於中古愛爾蘭語。

## 人口組成
根據2011年的臨時人口普查，曼島上有84,655人居住，其中26,218人居住在首府道格拉斯。人口中有最大比例的人在島上出生，但英格蘭人和其他族裔的大規模定居顯著改變了人口結構。根據2011年的人口普查，47.6%的人在曼島出生，37.2%的人在英格蘭出生，其他地方出生的人數較少：蘇格蘭佔3.4%，北愛爾蘭佔2.1%，愛爾蘭共和國佔2.1%，威爾士佔1.2%，而在海峽群島出生的人佔0.3%。全球其他地方出生的人口占總人口的6.1%。
在該年的普查中，居住在英國的曼島人通常被歸為「白種英國人」的範疇。大量的外來人口相對於當地居民的比例極高，這帶來了文化、身份和語言等方面的變化。曼島人也通過移民在其他地方做出了顯著貢獻。曼島人有長久的移居利物浦尋找工作的傳統，因此許多利物浦人有曼島血統，其中包括披頭四樂團的保羅·麥卡尼、美國女演員奧利維亞·魏爾德、美國前副總統丹·奎尔以及音樂團體聲音花園、音魔合唱團的主唱克里斯·康奈爾。並也有許多曼島人移民到美國俄亥俄州的萊克縣及凱霍加郡。

## 語言
曼島人在傳統上有三種語言：
- 曼島語：一種蓋爾亞支語言。
- 英語：
  - 曼島英語（英语：Manx English）：是一種曼島獨特的英語方言，現在已經逐漸不再使用。
  - 英國英語：是在曼島上最常出現的英語，並在正式場合中使用。

曼島語瀕臨滅絕，在廷瓦爾德內曼島語僅僅用於少許正式用詞上，官員們主要以英語溝通。並在其他如官方出版物或街道標誌等角相當有限的使用了曼島語。在聖莊斯的曼島語小學是截至2011年，唯一一所完全以曼島語教授課程，並能夠流利學習該語言的學校。在曼島語復興的方面來說，這所學校被認為相當成功。
在聯合國教科文組織於2009年將曼島語列為滅絕語言後，學生們寫信詢問：「如果我們的語言已經滅絕，那我們現在用的是什麼語言呢？」並因此被改為「極度瀕危」。路易斯·卡羅的《愛麗絲夢遊仙境》的曼島語版本被正式發行後，曼島語言學會將30本翻譯版贈送給曼島語小學閱讀。

## 歷史與政治
曼島上最早的人類痕跡可以追溯至公元前約8000年的中石器時代。這些人類形成小型游牧家庭居住在其營地，以狩獵野生動物、捕魚河流和沿海水域以及採集植物食物維生。
到了新石器時代，經濟和社會開始變革。到公元前4000年，原本以採集為主的型態，變成了大規模的砍伐原始林地以擴張，從海外貿易穀物和動物，並種植穀物和飼養家畜。
在鐵器時代，凱爾特文化開始進入曼島。根據銘文，居民似乎使用布立吞亞支語言；到了約公元700年左右，入侵或移民了該地的愛爾蘭人帶來新的文化，讓曼島人開始使用蓋爾語。自此以來，曼島語在與愛爾蘭語和蘇格蘭蓋爾語有了密切相關的關係並持續發展。
在8世紀末時，來自挪威的維京定居者抵達曼島並建立定居點，最終成為曼島的統治者。他們也帶來了集會議政的概念，立法審判的地點都在廷沃爾山（Tynwald Hill）舉行，這也是廷瓦爾德最初的雛形。
挪威人的統治最終在拉格斯戰役戰敗，並在哈康四世去世後結束。雖然統治權由戰勝的蘇格蘭王國接手，但在接下來的一世紀裡曼島的統治權在蘇格蘭及英格蘭之間來回更迭，直至1405年由約翰·斯坦利爵士成為了第一任曼島國王為止。最後在1765年，被英國皇室收購並成為了王室屬地之一。

## 曼島編年史
《曼島和群島國王編年史》或稱曼島編年史，是一部記載了曼島早期歷史的手稿。這部編年史是從1016年開始，對曼島歷史上的重要事件進行年度記錄。該手稿以拉丁文寫成，記錄了曼島作為曼島和群島的挪威王國中心的角色。這部編年史還記錄了其國王、宗教領袖以及魯申修道院的影響。

## 外部連結
- 维基共享资源上的相關多媒體資源：曼島人